# Alcaid
Un alcaid (de l'àrab القائد, al-qā'id, ‘governador’, ‘aquell qui mana’) era, en època andalusina, el nom que rebien els governadors d'una cora, d'una ciutat o d'un castell. També rebien aquest nom diversos tipus de comandaments: a l'exèrcit (qā'id al-ʿaskar), a la flota (qā'id al-ustul) i a la frontera amb els pobles cristians (qā'id aṯ-ṯagr).

## Altres significats derivats
Posteriorment, quan els cristians anaren conquerint el territori musulmà el nom alcaid va passar a ser sinònim de castlà, el senyor d'un castell. Als segles xiv i xv la paraula també es feia servir per anomenar aquell funcionari que en un port de sobirania reial feia complir les ordinacions sobre la pesca i executava les funcions habituals d'un capità de port. De manera similar, també era l'encarregat d'un alfòndec.
El seu ús va evolucionar fins a designar els funcionaris de les duanes que custodien les mercaderies comercials als magatzems i vetllen pel cobrament dels aranzels utilitzant el timbre de l'estat. Més modernament alcaid també ha designat els directors de presons, que són els qui tenen la màxima responsabilitat de la custòdia dels seus presos.